# Erpužice
Erpužice  (německy Welperschitz) jsou obec v okrese Tachov v Plzeňském kraji. Nachází se šest kilometrů severně od Stříbra. Žije zde 348 obyvatel.

## Historie
První písemná zmínka o obci pochází z roku 1175. Kníže Soběslav tehdy daroval klášteru v Plasech několik svých vesnic, mezi nimi i statek Erpužice, který předtím patřil komorníku Bohuslavovi.

## Obyvatelstvo
| Rok            | 1869 | 1880 | 1890 | 1900 | 1910 | 1921 | 1930 | 1950 | 1961 | 1970 | 1980 | 1991 | 2001 | 2011 | 2021 |
| -------------- | ---- | ---- | ---- | ---- | ---- | ---- | ---- | ---- | ---- | ---- | ---- | ---- | ---- | ---- | ---- |
| Počet obyvatel | 509  | 547  | 564  | 566  | 549  | 554  | 509  | 288  | 280  | 389  | 358  | 316  | 334  | 328  | 334  |
| Počet domů     | 88   | 91   | 88   | 97   | 98   | 95   | 101  | 86   | 68   | 68   | 57   | 63   | 64   | 70   | 78   |

## Obecní správa

### Části obce
- Blahousty
- Erpužice
- Malovice

V letech 1960–1971 k obci patřila i Lomnička a od 1. července 1980 do 23. listopadu 1990 také Sviňomazy, Trpísty a Únehle.

### Obecní symboly
Znak a vlajka byly obci uděleny rozhodnutím předsedy Poslanecké sněmovny Parlamentu České republiky dne 19. ledna 2007.

## Pamětihodnosti
- Kostel svaté Markéty na návsi
- Boží muka u silnice k Trpístům
- Mohylník, archeologické naleziště

## Další fotografie

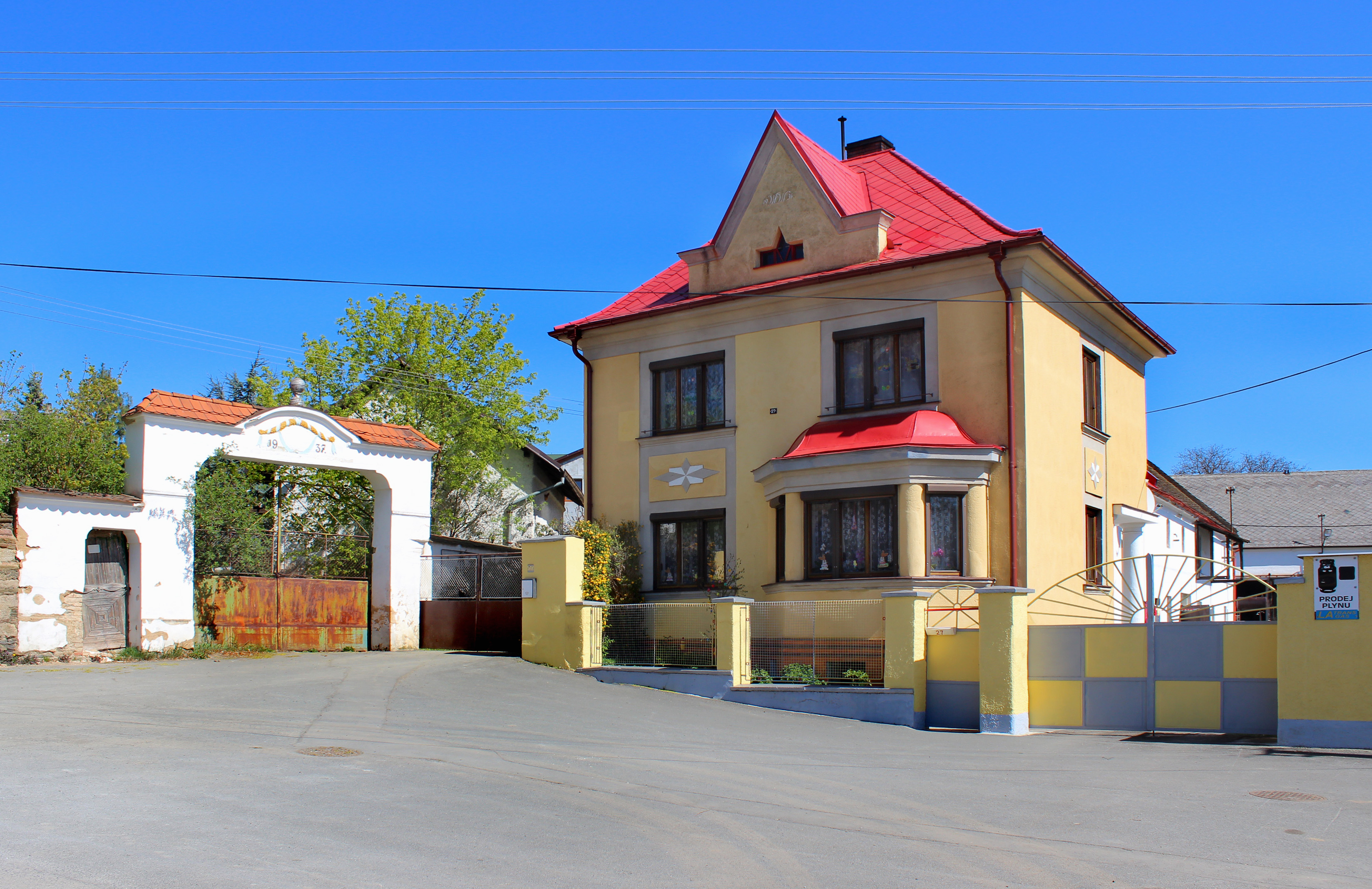
Vila na návsi
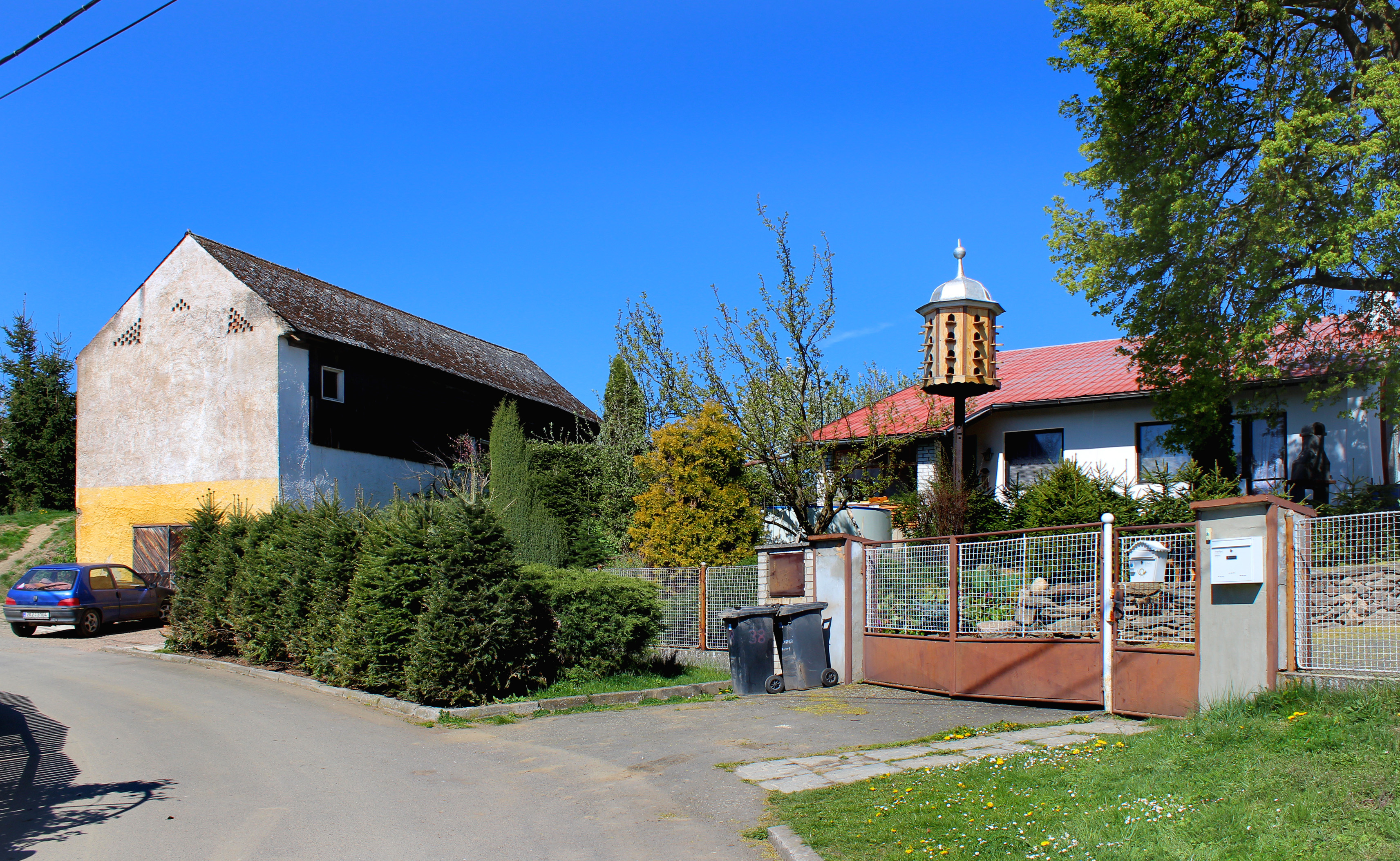
Holubník v západní části obce
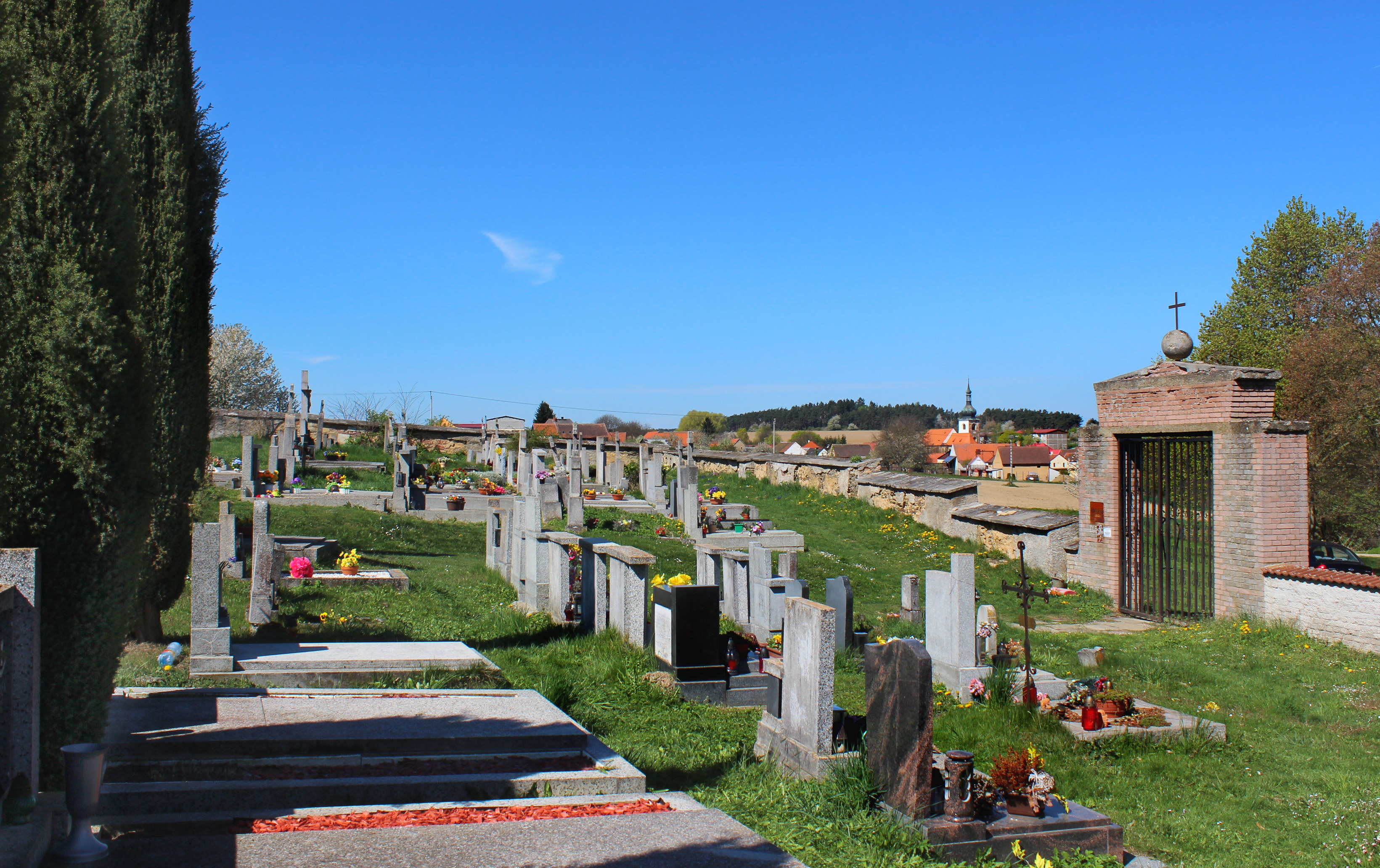
Hřbitov